# Anequim (avião)
O CEA-311 Anequim é um avião experimental que pode atingir a velocidade de 521,08 km/h. Desenvolvido no Brasil por alunos do Centro de Estudos Aeronáuticos do Departamento de Engenharia Mecânica da UFMG, ele já conseguiu estabelecer 5 recordes mundiais de velocidade. Seu nome foi inspirado em uma espécie de tubarão que é veloz e agressiva. Pesa aproximadamente 500 kg (com o piloto) e sua fuselagem é feita de fibra de carbono. Seu motor é um Lycoming IO-360 de 4 cilindros.